# Baukasten für Orchester
Der Baukasten für Orchester ist ein Orchesterwerk von Georg Katzer aus dem Jahr 1972. 

## Geschichte
Im Konzertsaal wurde das Werk zum ersten Mal am 29. November 1973 in der Komischen Oper Berlin unter der Leitung von Gert Bahner aufgeführt. Eine Westberliner Aufführung fand im Januar 1974 statt. Im Jahr 1982 wurde das Werk in den Lehrplan allgemeinbildender Schulen der DDR aufgenommen.
Georg Katzer versteht hier den ursprünglichen Sinn von Komponieren als Zusammensetzen. Er führt diese kompositorische Technik in Baukasten für Orchester kompromisslos, größtenteils mit eigenen, für dieses Werk erfundene akustische Mitteln durch. Der genaue Ablauf der Komposition ist aus den ausführlichen Tabellen Georg Katzers und Frank Schneiders zu entnehmen. Das kompositorische Grundgedanke ist, zuerst eine Zusammenführung und am Ende eine Demontage der einzelnen Elemente (Bauklötze) des musikalischen Bauwerks zu entnehmen. Die Form ist eine symmetrisch strukturierte Dreiteiligkeit mit zwei Höhepunkte und rückläufiger Reprise. Die musikalisch jeweils individuell charakterisierten Bauklötze, die sich ihrerseits auch thematisch zu jeweils 10 Takten zusammensetzen, werden von je einer Instrumentenfamilie vermittelt.
Als wichtige, besondere Eigenschaften der Komposition sind metrische Aleatorik, Skalenaleatorik, kurze Impulse, clusterartige Klangflächen, schnelle Repetitionen, Glissandi und zahlreiche Geräuscheffekte zu erwähnen. Diese gehören fernerhin zum Standardrepertoire Neuer Musik zu Beginn der 70er Jahre. Akustisch, ab Takt 154 deutlich erkennbar, ist die in der zweiten Hälfte des Werkes, innerhalb des zweiten Höhepunkts, sich aus gehaltenen Tönen herauskristallisierende und von Frank Schneider deklarierte Cantus firmus Melodie der Kontrabässe. Diese ist dreimal leicht modifiziert zu hören. Die ersten sechs Töne der Cantus-Firmus Melodie werden jeweils von Glockenspiel, Vibraphon, Glocken, Klavier und Harfe verlangsamend übernommen. Etwa wie der gesamte Baukasten löst sich dennoch auch diese Melodie abschließend in Spielfiguren auf. Frank Schneider deutet diesen Vorgang als Verflüssigung und Verschemmung des Baukastens. Zum Schluss bleiben nur noch die anfänglichen Bausteine übrig.
Georg Katzer empfindet sein Werk als eine ganz folgerichtige, logische und konsequente Entwicklungsstufe der Musik. Aus seiner Sicht könnte es sich um eine folgerichtige Abwendung von einem verbrämten musikalischen Idealismus, wie er im Vorfeld noch als parteilicher gefordert wurde, handeln. Neben den musikalischen Würfelspielen versucht Georg Katzer auf vergleichbare moderne Probleme in der materiellen Produktion und auf die Ökonomie der Zeit im interpretatorischen Probenprozess hinzuweisen: Anlässlich der Aufführung einer meiner Orchestermusiken fragte ich mich, wie ein Stück aussehen müsse, das in dreimal zwei Stunden Probenzeit beim derzeitigen Stand unserer Orchester, zeitgenössische Musik betreffend, aufführbar wäre. Die ernsthafte kompositorische Aufgabe wäre somit Georg Katzer auf die Rationalisierungen zum Beispiel der Bauwirtschaft und deren Verwendung genormter Teile zurückzuführen. Dabei scheint der übertriebene sozialistische Realismus eine große Rolle zu spielen. Der Kompositionsprozess wurde auf der Baustelle verlegt.

## Besetzung
Zur Besetzung zählen 3 Flöten, 2 Oboen, 2 Klarinetten in B, 2 Fagotte, 4 Hörner in F, 3 Trompeten in B, 3 Posaunen, Schlagzeug, Vibraphon, Glocken, Klavier, Harfe und Streicher (12 1. Geigen, 12 2. Geigen, 10 Bratschen, 8 Celli, 6 Kontrabässe).